# 圣殿 (小说)
《圣殿》（英語：Sanctuary）是福克纳所有长篇中唯一开始就获得商业成功的作品，但也是一部广受批评的作品。福克纳认为写该书是为了“庸俗的想法”，制造的是一个“最为恐怖的故事”。小说本来包括关于霍拉斯·班鲍、谭波尔·屈莱克的两个故事，后来删除了次要的枝节，加入了高潮，因而到读者手里的版本已大为不同。在这部阴暗而尖刻的小说中，谭波尔被性无能的杀人狂金鱼眼用玉米棒强奸，无辜的戈德温却被暴徒们烧死。班鲍试图替他辩护，却发现善良和敏锐在邪恶面前是无力的。而金鱼眼最后因卷入一场与他无关的谋杀案被处决。